# An Se-young
An Se-young (hangul: 안세영; hanja: 安洗瑩; Gwangju, 5 de fevereiro de 2002) é uma jogadora de badmínton sul-coreana, campeã olímpica.

## Carreira
An Se-young entrou em sua primeira competição internacional quando tinha apenas 13 anos, participando do Campeonato Asiático Júnior de 2015, onde terminou como quarta-finalista nas duplas e simples femininas sub-15. An ganhou seu primeiro título internacional júnior no Aberto Júnior da Coreia Sub-15 em 2015. An dominou cada vez mais os torneios júnior sub-15 de 2016, ganhando o título de simples feminino no Aberto Júnior Internacional de Jacarta, Jaya Raya Júnior Grand Prix, Campeonato Asiático Júnior e Aberto Júnior da Coreia; ela também ganhou o título de duplas femininas no Aberto Júnior Jaya Raya e no Aberto Júnior da Coreia.
Em 2017, An Se-young competiu nas competições Sub-17 e Sub-19, onde conseguiu vencer o Aberto Júnior da Coreia Sub-17, mas no Campeonato Asiático e Mundial Júnior, ela não conseguiu ganhar nenhuma medalha no evento individual. Enquanto isso, na equipe mista, An conseguiu ajudar sua equipe a ganhar o título de equipe mista júnior asiática e também ganhou uma medalha de bronze no Campeonato Mundial Júnior. No final do ano, An, de 15 anos, foi selecionada para a seleção nacional sênior, tornando-se a primeira aluna do ensino médio a ingressar na seleção sul-coreana.
Ela foi então encarregada de fortalecer a equipe coreana nos Jogos Asiáticos de 2018, mas não conseguiu ganhar nenhuma medalha nas provas individuais ou por equipe. No Desafio Internacional da Indonésia de 2018, An conseguiu chegar à rodada final. Ela então ganhou seu primeiro título internacional sênior no Aberto da Irlanda de 2018, derrotando sua compatriota Kim Ga-eun na final.
An Se-young conquistou seu primeiro título do World Tour no Aberto da Nova Zelândia de 2019, derrotando a medalhista de ouro olímpica de 2012, Li Xuerui, da China, na final. Seus avanços continuaram ao vencer o Aberto do Canadá, Akita Masters, Aberto da França e o Masters da Coreia. O desempenho em constante melhoria que ela demonstrou em 2019 a colocou no top 10 de simples feminino no ranking mundial da BWF. Em reconhecimento às suas conquistas, a BWF concedeu a ela o prêmio de Jogadora Mais Promissora do Ano de 2019.
Devido à COVID-19, An participou de apenas cinco torneios em 2020, com seu melhor resultado sendo o segundo lugar no Masters da Tailândia, e junto com a seleção nacional conquistando uma medalha de prata no Campeonato Asiático de Equipes Femininas. Em 2021, em sua estreia nos Jogos Olímpicos, ela foi eliminada nas quartas de final por Chen Yufei. An então fez sua primeira final em um torneio Super 1000, o Aberto da Dinamarca, mas não conseguiu terminar a partida e teve que se contentar com o segundo lugar para Akane Yamaguchi. No festival de badminton da Indonésia realizado em Bali, An conseguiu vencer todos os três torneios depois que na final ela derrotou Yamaguchi no Masters da Indonésia, Ratchanok Intanon no Aberto da Indonésia, e P.V. Sindhu nas Finais do World Tour.
Em 2022, An chegou a cinco finais no BWF World Tour, vencendo o Korea Open, Malaysia Masters e o Australian Open; e também terminou como vice-campeã no All England e no Japan Open. Ela também conquistou as medalhas de bronze no simples feminino no Campeonato Asiático e Mundial. Junto com a equipe feminina sul-coreana, ela conquistou a Uber Cup.
Um marco enorme para o badminton coreano em 2023. Ela se tornou a primeira mulher coreana de simples a ganhar o título do Campeonato Mundial em 2023 no Campeonato Mundial BWF, e foi a primeira mulher coreana de simples a vencer os Jogos Asiáticos em 29 anos. Ela também ganhou a medalha de ouro na equipe feminina nos Jogos Asiáticos. No BWF World Tour, ela conquistou oito títulos em dez finais e liderou o ranking de simples feminino em 1º de agosto de 2023.
No primeiro semestre da temporada de 2024, An jogou sete torneios individuais, ganhou três títulos no Aberto da Malásia, da França e de Cingapura, e também se tornou finalista no Aberto da Indonésia. Nos Jogos Olímpicos de Verão de 2024, em Paris, conquistou a medalha de ouro na disputa de simples feminino.